# Rusenii Răzeși
Rusenii Răzeși – wieś w Rumunii, w okręgu Bacău, w gminie Plopana. W 2011 roku liczyła 239 mieszkańców.